# Jacobo Hamilton

Bandera del Gobernador de Irlanda del Norte.

Jacobo Alberto Eduardo Hamilton, 3.er Duque de Abercorn (30 de noviembre de 1869 - 12 de septiembre de 1953), fue un noble británico que fue el primer Gobernador de Irlanda del Norte.
Nació en Hamilton Place, Piccadilly, Londres, el hijo mayor de Jacobo Hamilton, 2.º Duque de Abercorn y ahijado del entonces Príncipe de Gales Alberto Eduardo, fue educado en el Colegio Eton y subsecuentemente sirvió en el Royal Inniskilling Fusiliers hasta 1982 cuando se unió a la 1.ª Life Guards. En la elección general de 1900, fue elegido miembro del parlamento para la Ciudad de Londonderry, y tres años después se convirtió en tesorero del household, un puesto que mantuvo hasta la caída de la administración conservadora de Arthur Balfour.
Después de servir un tiempo en la oposición parlamentaria, Hamilton sucedió a los títulos de su padre como 3.er Duque de Abercorn en 1913 y nueve años después fue nombrado como Gobernador de la recién creada Irlanda del Norte. También sirvió como Lord Teniente de Tyone de 1917 hasta su muerte y alcalde de North Irish Horse. Demostró ser un popular real representante y fue nuevamente designado en 1928 después de completar su primer término. En 1931 declinó la Gobernatura General de Canadá y tres años después fue nuevamente designado como Gobernador de Irlanda del Norte por su tercer término.
En 1922 fue nombrado caballero de la Orden de San Patricio, y seis años después caballero de la Jarretera. En ese mismo año recibió un título honorario del Queen's University de Belfast y recibió la Real Cadena Victoriana en 1945 y ese mismo año fue hecho Canciller PRIVADO

## Familia e hijos
El 1 de noviembre de 1895 se casó con Rosalind Bingham (1869-1958), hija de Carlos Bingham, 4.º Conde de Lucan y Lady Cecilia Gordon-Lennox (1838-1910) hija de Carlos Lennox, 5.º Duque de Richmond en la Iglesia de St. Paul.
Tuvieron cinco hijos.
- Lady Mary Cecilia Rhodesia Hamilton (1896-1984)
- Lady Cynthia Elinor Beatrix Hamilton (1897-1972),se casó en 1919 con Alberto Spencer, 7.º Conde Spencer (1892-1975). Tuvieron un hijo y dos hijas. Su hijo fue abuelo de Diana Spencer.
- Lady Katherine Hamilton (1900-1985)
- Jacobo Eduardo Hamilton, 4.º Duque de Abercorn (1904-1979)
- Lord Claud David Hamilton (1907-1968)

El Duque murió en Londres en su hogar en 1953 y fue enterrado en Baronscourt, County Tyrone.

## Títulos
1869–1885: Lord Paisley
1885–1913: Marquess de Hamilton
1913–1953: El Duque de Abercorn
- Datos: Q332813
- Multimedia: James Hamilton, 3rd Duke of Abercorn / Q332813